# Atractodes teneriventris
Atractodes teneriventris là một loài tò vò trong họ Ichneumonidae.